# Ludmiła Sienczina
Ludmiła Pietrowna Sienczina, pierwotnie Sienczin (ros. Людмила Петровна Сенчина; ur. 13 grudnia 1950, zm. 25 stycznia 2018) – rosyjska sopranistka, piosenkarka, aktorka teatralna i filmowa. Jedna z najsłynniejszych piosenkarek popowych Związku Radzieckiego końca lat 70. XX w. i początku lat 80. XX w., nazywana „petersburskim słowikiem” oraz „Kopciuszkiem sceny radzieckiej” na cześć piosenki, która przyniosła jej ogólnopaństwową sławę.

## Rodzina i życie prywatne
Urodziła się wsi Kudriawśke w Ukraińskiej Socjalistycznej Republice Radzieckiej. Była córką ukraińskiej nauczycielki Sary Aleksiejewny Fiedoriec i romsko-mołdawskiego pracownika sektoru kulturalnego, Piotra Markowicza Sienczina. Dorastała w obozie romskim we wsi, w której mieszkała matka późniejszej piosenkarki. Ojciec podczas rejestracji narodzin Ludmiły podał datę 13 stycznia 1948. Nazwisko ojca nie było odmienne, więc występowała jako Ludmiła Pietrowna Sienczin. Później przyjęła nazwisko pierwszego męża (Timoszyna), a po rozwodzie powróciła do nazwiska panieńskiego, dodając na końcu „a”.
Jej pierwszym mężem był solista leningradzkiej operetki Wiaczesław Fiodorowicz Timoszyn, Ludowy Artysta Federacji Rosyjskiej. Byli związani ok. 10 lat. Syna z tego małżeństwa ochrzciła imieniem ojca. W latach 1980–1990 była w związku małżeńskim ze Stasem Naminem, muzykiem, kompozytorem, producentem, twórcą i liderem zespołu rockowego. Najdłużej (1996–2018) związała się z Władimirem Pietrowiczem Andriejewem, swoim producentem i wieloletnim dyrektorem koncertowym.
Zmarła w szpitalu w Petersburgu po długiej chorobie. Miała raka trzustki. Została pochowana na prawosławnym Cmentarzu Smoleńskim w Petersburgu.

## Wykształcenie i kariera
W wieku 5 lat (według dokumentów 8) poszła do szkoły, w której uczyła matka, ponieważ babcia, która wyszła za mąż i wyjechała na wieś, nie mogła się nią opiekować. Druga babcia już nie żyła. Gdy Sienczina miała 10 lat, ojciec został zatrudniony w Leningradzie. Matka nie chciała, by Ludmiła została artystką.
W latach 1966–1970 studiowała w Leningradzkim Konserwatorium Muzycznym im. N.A. Rimskiego-Korsakowa. Od 1968 występowała jako solistka Leningradzkiej Państwowej Orkiestry Koncertowej. W latach 1970–1973 pracowała w Państwowym Teatrze Komedii Muzycznej w Leningradzie. Grała główne role w operetkach. W 1975 zaczęła występować na scenie jako piosenkarka popowa, co przyniosło jej sławę. Spopularyzowała piosenki takie jak Kopciuszek (ros. Золушка), Kamienie (ros. Камушки), Miłość i rozłąka (ros. Любовь и разлука), Biała Akacja (ros. Белая акация), Urodziny (ros. День рождения), Biały taniec (ros. Белый танец), Kwiaty polne (ros. Полевые цветы). Śpiewała pieśni ludowe, liryczne i dramatyczne, ballady miłosne, romanse. W 1975 ukazał się jej debiutancki album.
Na początku lat 70. XX w. z Fiodorem Czechowem prowadziła popularny program muzyczny „Artloto” w państwowej telewizji ZSRR. W latach 1975–1985 była czołową solistką Leningradzkiej Państwowej Orkiestry Koncertowej, pracowała też jako solistka Państwowego Instytutu Koncertowo-Filharmonicznego Petersburg-Koncert.
W 1977 wystąpiła jako piosenkarka kabaretowa Julie Prudhomme w filmie fabularnym Вооружен и очень опасен (Uzbrojony i niebezpieczny). Zagrała też w innych filmach, np. Волшебная сила (1970) i Шельменко-денщик (1971). Podkładała głosy do filmów.
W latach 1984–1986 współpracowała z muzykiem rockowym Igorem Talkowem. Był gitarzystą basowym i kierownikiem muzycznym jej zespołu. W 1984 firma Miełodija wydała jej płytę „Любовь и разлука” nagraną wspólnie z Talkowem (śpiewał i aranżował utwory).
W połowie lat 80. XX w. próbowała sił w nowych gatunkach muzycznych. W 1986 wzięła udział w radziecko-amerykańskim projekcie, spektaklu muzycznym Dziecko świata. Wystawiano go w miastach USA i Kanady. Z Michelem Legrandem nagrała dwujęzyczną wersję piosenki z filmu Parasolki z Cherbourga (1964).
W 2003 i 2004 ukazały się łącznie 3 albumy piosenkarki z jej największymi hitami. Wielokrotnie koncertowała i występowała w programach telewizyjnych.
Była bohaterką filmów dokumentalnych: „Rosyjski Kopciuszek” (2008, reż. Maria Kołokołowa) i „Ludmiła Sienczina: Gdzie jesteś, moje szczęście?” (2015, reż. Iraida Maksimova).
W dniu 11 marca 2014 podpisała apel działaczy kultury Federacji Rosyjskiej o poparcie stanowiska prezydenta Rosji Władimira Putina w sprawie Ukrainy i Krymu.

## Nagrody i wyróżnienia
Na przełomie lat 70. i 80. XX w. wielokrotnie była laureatką telewizyjnego festiwalu „Piosenka roku”. Była laureatką międzynarodowych i ogólnorosyjskich konkursów. W 1975 wystąpiła na Międzynarodowym Festiwalu Piosenki w Sopocie.
W 1979 otrzymała tytuł Zasłużonego Artysty Federacji Rosyjskiej, a w 2002 tytuł Ludowego Artysty Federacji Rosyjskiej. Rok później uhonorowano ją tytułem Zasłużonego Artysty Ukrainy. Była Damą Orderu Honoru.